# Iochroma
Iochroma es un género de cerca de 34 especies de arbustos y árboles pequeños de la familia  Solanaceae que se encuentran en los bosques de América del Sur. Se extienden desde Colombia hasta Argentina o cuando ciertas especies son excluidas (véase más adelante) desde Colombia a Perú.   

## Descripción
Sus flores que son polinizadas por colibríes son tubulares o en forma de trompeta, y pueden ser de color azul, púrpura, rojo, amarillo o blanco, convirtiéndose en frutos carnosos. El cáliz cupular se infla en algunas especies. Las hojas son alternas, simples.

## Cultivo
Iochroma se cultivan como plantas ornamentales y de flores en zonas más frescas (las zonas de 7-8/9) hacen arbustos útiles para las plantas del patio de visualización de verano o de invierno. La mayoría no son resistentes a las heladas y debe ser hibernado bajo protección. En zonas más calientes (zonas 9-10) que se puede utilizar como plantas de jardín. Normalmente se formó como normas (topiaria) para controlar su tamaño y forma. Iochroma flores atraen a los colibrís (solo en Estados Unidos) y las abejas a los jardines.

## Propiedades
Al igual que muchas plantas de las solanáceas, las especies Iochroma contienen fitoquímicos con valor potencial farmacéutico, pero el género no ha sido exhaustivamente estudiado en este sentido. fuchsioides Iochroma es tomada por los curanderos de los indios Kamsa en los Andes colombianos para diagnósticos difíciles los desagradables efectos secundarios de varios días (Schultes y Hoffman, 1992). Una variedad de withanólidos (Alfonso et al. 1993) y amidas hidroxicinámicos ácido (Sattar et al. 1990) han sido aislados de especies Iochroma.

## Especies
El género Iochroma no es completamente conocido. Varias de las especies figuran en esta lista se sabe que son el resultado de la hibridación en la naturaleza y no hay sinonimia extensa que no se incluye aquí. Investigaciones recientes indican que algunas de las especies figuran en esta lista no se Iochroma (véanse las notas), aunque los cambios en la nomenclatura no ha sido formalmente publicada. También se sabe que las especies no descritas.
Sección Iochroma
- Iochroma albianthum S. Leiva
- Iochroma australe Grisebach (see notes)
- Iochroma ayabacense S. Leiva
- Iochroma calycinum Bentham
- Iochroma confertiflorum (Miers) Hunziker
- Iochroma cornifolium Miers
- Iochroma cyaneum (Lindley) M. L. Green
- Iochroma edule S. Leiva
- Iochroma fuchsioides Miers
- Iochroma gesnerioides (Humboldt, Bonpland & Kunth) Miers
- Iochroma grandiflorum Bentham
- Iochroma loxense Miers
- Iochroma nitidum S. Leiva & V. Quipuscoa
- Iochroma peruvianum (Dunal) J. F. Macbride
- Iochroma piuram S. Leiva
- Iochroma sagasteguii sp. nov ined.
- Iochroma salpoanum S. Leiva & P. Lezama
- Iochroma schjellerupii S. Leiva & Quipuscoa
- Iochroma squamosum S. Leiva & V. Quipuscoa
- Iochroma stenanthum S. Leiva, V. Quipuscoa & N. W. Sawyer
- Iochroma tingoense sp. nov ined.
- Iochroma tupayachianum S. Leiva
- Iochroma umbellatum (Ruiz & Pavón) D'Arcy

Sección Lehmannia
- Iochroma ellipticum (Hook.f.) Hunziker
- Iochroma lehmannii Bitter

Sección Spinosa
- Iochroma cardenasianum Hunziker (see notes)
- Iochroma parvifolium (Roemer & Schultes) D’Arcy (see notes)

## Sinonimia
- Chaenesthes, Cleochroma, Diplukion, Valteta